# Richard Wright (muzyk)
Richard William Wright (ur. 28 lipca 1943 w Londynie, zm. 15 września 2008) – brytyjski progresywny muzyk rockowy grający na instrumentach klawiszowych, dętych (puzon, trąbka), a także wiolonczeli i skrzypcach. Najbardziej znany z długoletnich występów z grupą Pink Floyd.
Wright obok Barretta, Masona i Watersa był założycielem grupy i obok Gilmoura głównym twórcą brzmienia zespołu. W 1979, wskutek kłótni i złych relacji z Watersem, został usunięty przez niego z grupy. W 1983 roku wraz z Davidem Harrisem utworzył zespół Zee, z którym rok później wydał jedyny album – Identity. W 1987 powrócił do Pink Floyd. Sam przyczynił się do powstania takich utworów jak: Echoes, Time, The Great Gig in the Sky, Shine on You Crazy Diamond czy Wearing the Inside Out.
Richard Wright wydał dwa solowe albumy. Pierwszym był wydany w 1978 roku Wet Dream oraz koncepcyjny Broken China (1996). Często występował gościnnie z Davidem Gilmourem na jego koncertach. Zagrał na jego płycie pod tytułem: On an Island. Grał także z nim podczas trasy promującej jego płytę. Wystąpił z nim w 2006 roku na koncercie w Gdańsku. Koncert ten był udokumentowany na płycie Live in Gdańsk. W 2005 roku zagrał wraz z resztą składu Pink Floyd na Live 8 w Hyde Parku.
Zmarł na raka 15 września 2008 roku.

## Dyskografia
Solo
- Wet Dream – (1978)
- Broken China – (1996)

Zee
- Identity – (1984)

Syd Barrett
- Barrett – (1970)

David Gilmour
- David Gilmour in Concert – (DVD, 2002)
- On an Island – (2006)
- Remember That Night – (DVD, 2007)
- Live in Gdańsk – (DVD, 2008)

## Wybrana filmografia
- „Syd Barrett’s First Trip” (1966, film dokumentalny, reżyseria: Nigel Lesmoir-Gordon)[4]
- „Pink Floyd: Behind the Wall” (mat. archiwalne, 2011, film dokumentalny, reżyseria: Sonia Anderson)[5]
- „Whatever Happened to Pink Floyd? The Strange Case of Waters and Gilmour” (mat. archiwalne, 2011, film dokumentalny, reżyseria: Alex Westbrook)[6]
- „Chit Chat with Oysters” (mat. archiwalne, 2013, film dokumentalny, reżyseria: Adrian Maben)[7]